# Francis Masson
Francis Masson (* agosto 1741, Aberdeen– 23 de diciembre de 1805, Montreal) fue un botánico escocés, reconocido por sus trabajos en la flora sudafricana. 

## Biografía
Francis Masson entre los 1760 es ayudante de jardinería en el Real Jardín Botánico de Kew donde fue ascendiendo poco a poco los escalones para, en 1772, ser el primer recolector de plantas (plant hunter) y enviado en misión expedicionaria por los Jardines de Kew.
Desembarca en Sudáfrica en octubre de 1772 a bordo del HMS Resolution, al mando de James Cook (1728-1779). Permanece en Sudáfrica 30 meses, en los cuales organiza muchas expediciones, con Anders Sparrman (1748-1820) y con Carl Peter Thunberg (1743-1828). Estos tres botánicos, hicieron una tarea muy prolífica. Retorna a Inglaterra en 1775 donde es aclamado por la profesión. Sir Joseph Banks (1743-1820), ahora director del Real Jardín Botánico de Kew, lo envía en misión a partir de 1781 entre otros países, islas Canarias, Azores, Madeira, Antillas, España, Portugal, Marruecos, y retorna a Sudáfrica en enero de 1786. Estuvo siete años, hasta marzo de 1793. 
Es considerado el padre de la investigación botánica en Sudáfrica, donde descubre más de 400 especies, entre otras, especies de Erica y de plantas con bulbos. Además era muy buen ilustrador de sus descubrimientos. 
Parte en 1797 a América del Norte, arriba en 1798 luego de ser capturado por piratas franceses. Pasa siete años recolectando plantas en la región de los Grandes Lagos y en Canadá, viajando con traficantes de la región. Todo loenviaba a Kew y regularmente a Banks las hierbas, especímenes de árboles frutales y de granos. 
Fallece en 1805 en Montreal a punto de ese año de retornar a Escocia.
- La abreviatura «Masson» se emplea para indicar a Francis Masson como autoridad en la descripción y clasificación científica de los vegetales.[1]